# Censure en Corée du Nord
La censure en Corée du Nord figure parmi les plus extrêmes au monde, le gouvernement étant en mesure de contrôler de manière très stricte les communications. La Corée du Nord se place en dernière position du classement mondial de la liberté de la presse de Reporters sans frontières de 2017.
Tous les médias de Corée du Nord sont détenus et contrôlés par le gouvernement. De ce fait, leur seule source d'information est l'Agence centrale de la presse. Ils consacrent une grande partie de leurs ressources à la propagande politique du front national et à la promotion du culte de la personnalité de la dynastie Kim avec Kim Il-sung, Kim Jong-il  et Kim Jong-un. Le gouvernement de Kim Jong-un a toujours le contrôle absolu sur la presse et l'information.

## Histoire

### Kim Il-sung (président de 1948-1994)

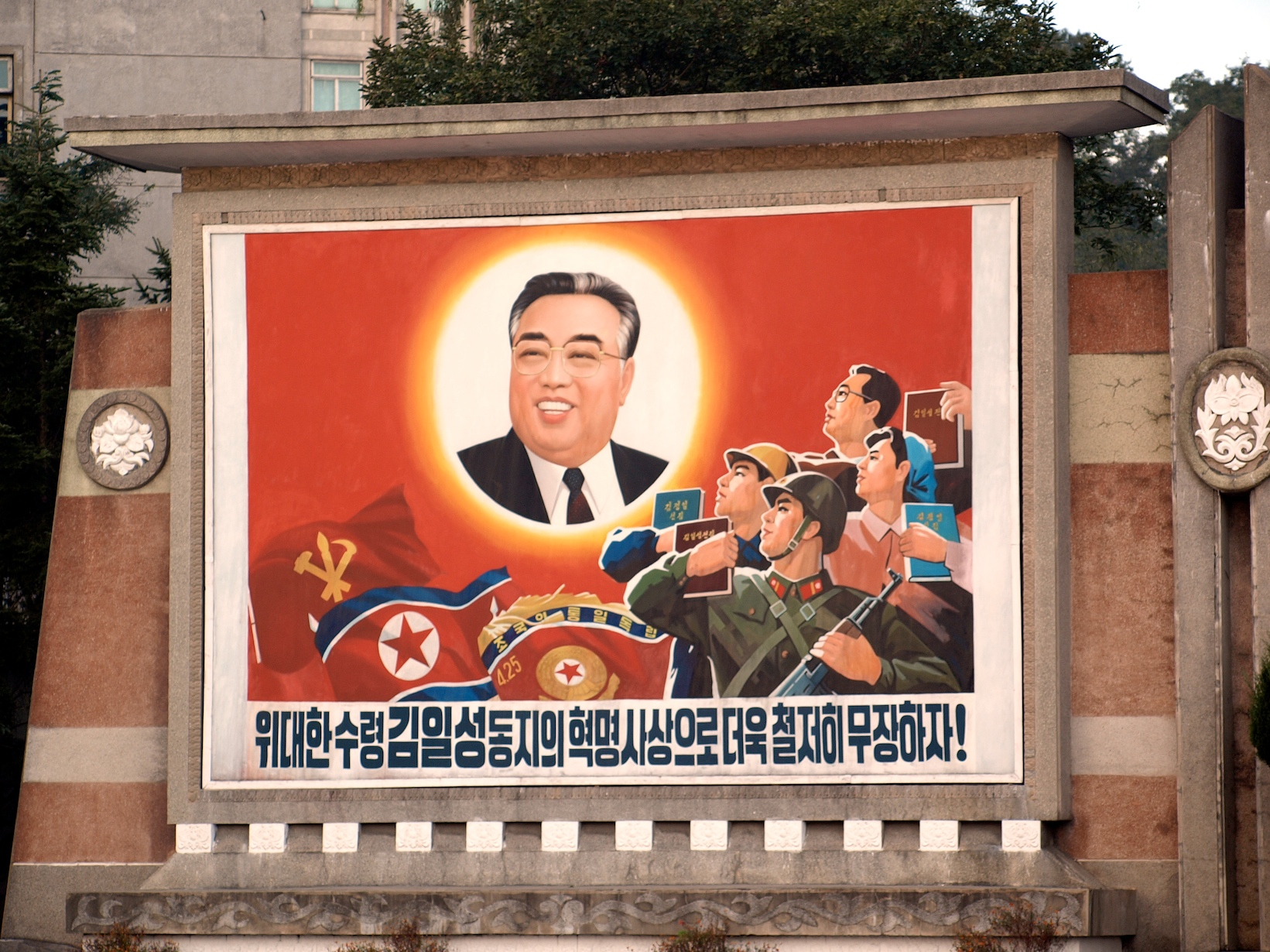
Affiche de Kim Il-sung devant le Songdowon Hotel de Wonsan

Kim Il-sung est né comme un homme ordinaire le 15 avril 1912, au pic de l'impérialisme européen et japonais, il se nommait alors Kim Sung-ju. Le gouvernement de Kim Il-sung a été fondé sur des abus impitoyables, notamment le recours fréquent aux disparitions et aux camps de concentration, tout cela dans le but d'infliger la peur et de réprimer la contestation de sa politique. L'actuel guide suprême est le petit-fils de Kim Il-sung, Kim Jong-un, il a maintenu les idées radicales de Kim Il-sung sur la limitation de la liberté d'expression. Aujourd'hui, tous les médias nord-coréens sont gérés par l'État. Les radios et les télévisions sont physiquement modifiés pour ne recevoir que les chaînes choisies par l'État.
Le plus grand bienfaiteur économique, politique et militaire de la Corée du Nord sous Kim Il-sung était l'URSS. Joseph Staline aurait choisi Kim Il-sung pour diriger la Corée du Nord puisqu'il parlait couramment russe. Afin de consolider son pouvoir, Kim Il-sung a lancé la « Campagne d'Orientation Ciblée »; un recensement massif des idéologies, des antécédents et de la pureté politique de chaque citoyen. L'influence soviétique en Corée du Nord est endossée par Kim Il-sung et la censure dans son état actuel a commencé par la nationalisation des industries, des réformes du travail, de la saisie des propriétés privées et des campagnes de propagande qui avaient pour but d'améliorer l'image de Kim Il-sung dans l'esprit des Nords-Coréens.

#### 1946-aujourd'hui: L'Agence Centrale de la Presse Nord-Coréenne

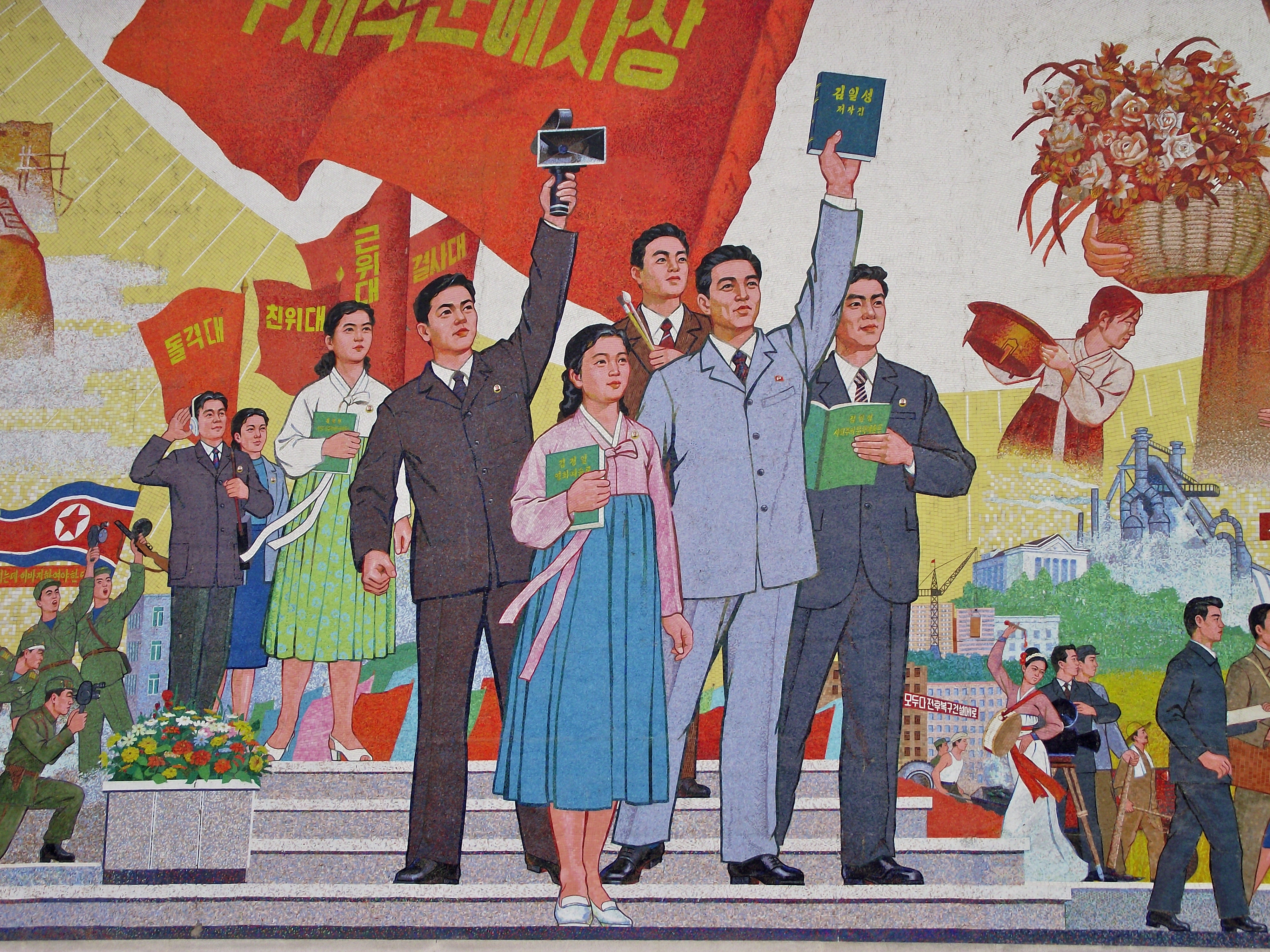
Propagande en Corée du Nord

Créée le 5 décembre 1946, l'Agence centrale de presse (KCNA) est l'agence de presse d'État Nord-Coréenne. L'agence dépeint le point de vue du gouvernement nord-coréen pour en informer les pays étrangers. Selon son site Web, la KCNA « parle pour le Parti du travail de Corée et le gouvernement ». Elle est considérée comme le média le plus influent en Corée du Nord, ses messages s'adressent aux étrangers et à la population de 24 millions d'habitants de Corée du Nord.
Il s'agit du principal organisme de presse de l'État. Elle est la source de toutes les informations disponibles en Corée du Nord et de toutes les photos publiques. Leur contenu est disponible en coréen, anglais, espagnol et japonais. Depuis le 1er janvier 2011, le site propose également des vidéos. La KCNA diffuse souvent de la propagande nord-coréenne et pro-Kim. Elle signe aussi de faux exploits de Corée du Nord, tel que son programme spatial ou son rapport sur la différence de niveau de vie par rapport aux États-Unis. Elle continue à qualifier la Corée du Sud et les États-Unis d'« impérialistes ». L'agence de presse à la responsabilité d'être la société de relations publiques et de multimédia du pays, avec des informations difficilement différentiables de la propagande. Le ministère de la Défense nationale de Corée du Sud maintient un groupe qui essaie d'interpréter les informations de l'agence de presse. Parmi les thèmes régulièrement abordés par la KCNA figurent la dénonciation des actions des États-Unis et du Japon et la promotion de Kim Jong-un et Kim Jong-il. Leurs 2 000 employés sont strictement surveillés pour s'assurer que tout ce qu'ils font est en faveur de leur pays.
Jang Song-thaek était considéré comme la deuxième personne la plus puissante de Corée du Nord après Kim Jung-un avant qu'il ne soit exécuté pour avoir été vu comme un « contre-révolutionnaire » par le gouvernement. Après sa mort en 2013, la KCNA aurait supprimé 35 000 articles et son nom aurait été retiré de chaque article, c'est l'une des répressions les plus importantes dans l'histoire de la presse.

### Kim Jong-il (président de 1994-2011)
Kim Jong-il a été nommé, par son père Kim Il-sung au printemps 1994, commandant en chef et chef de la commission des affaires militaires. En juillet de cette année là, Kim Il-sung mourut d'une crise cardiaque proclamant ainsi Kim Jong-il comme le prochain membre de la dynastie Kim à diriger la Corée du Nord. Kim Jong-il a continué le travail de son père en maintenant le régime autoritaire et la censure stricte. Il est connu pour avoir utilisé la propagande militaire pour distraire ses citoyens, leur faisant oublier leur manque de libertés et leur absence d'accès aux informations extérieures. Bien que l'information n'a été limitée à la propagande hyper-militarisée, un grand nombre de téléphone et de DVD furent illégalement obtenus sous son règne.
En 1983, le livre de Kim Jong-il « The Great Teacher of Journalists » a été traduit en anglais. Dans son livre, Jim Jong-il guide les journalistes pour prendre les meilleurs photos de leur président, étudier le travail de leur président et transmettre la loyauté aux citoyens. Kim Jong-il inclut dans ce livre des récits de ses exploits personnels, décrivant ainsi comment il a, un jour, sauvé un journaliste de la mort ou comment il a révisé l'essai politique d'un autre pour le mener à la perfection. Aux yeux de Kim Jong-il, un journaliste n'a pas pour but de révéler la vérité, mais de louer la loyauté du président[réf. nécessaire].

### 2004-2008: Interdiction des téléphones mobiles
Le gouvernement Nord-Coréen a mis en œuvre des politiques pour éviter que des sources externes ne puissent atteindre le peuple Nord-Coréen. À partir des années 1990, lorsque la famine envahit le pays, les commerçants utilisent les téléphones mobiles comme moyen pour importer de la nourriture et des biens à travers les frontières. Les téléphones mobiles ont été introduits en Corée du Nord en 2002, avant d'être bannis temporairement deux ans plus tard,.
En décembre 2008, Orascom Telecom, une société égyptienne, a introduit en Corée du Nord Koryolink, un réseau 3G restreignant l'accès Internet aux voyageurs étrangers et aux élites de la nation. En 2015, trois millions de Nord-Coréens avaient souscrit à Koryolink. Pour s'abonner, les utilisateurs doivent demander une autorisation. Ils sont « soumis aux contrôles et à la surveillance d'au moins huit ministères et organisations entre le parti, l'État et l'armée ». Le réseau ne permet aucun appel international et de temps en temps, les utilisateurs reçoivent des messages de propagande.
En 2013, les étrangers eurent le droit d'avoir un accès à internet via le réseau 3G via un abonnement mensuel ; le service pouvant être accessible via un modem USB ou une carte SIM. Récemment, le gouvernement ayant pris davantage conscience de l'accès alternatif aux informations externes, il a été décidé d'augmenter les mesures de sécurité pour éliminer ces ressources. Cela inclut le renforcement de la sécurité aux frontières où les téléphones ont accès au réseau chinois.
Ces téléphones peuvent être des vaisseaux véhiculant des informations sur la manière stricte de diriger le pays, qui sont des informations strictement interdites. Au-delà des punitions infligées à ceux qui utilisent un téléphone dans le pays, il existe aussi un danger pour les évadés qui connaissent mieux les lois extrêmes du pays. Des SMS et des photos sont envoyés à des journalistes externes et des activistes en Corée du Sud pour faire circuler l'information de leurs conditions. Certains Nord-Coréens agissent en tant que journalistes et sources en envoyant des informations et en partageant des témoignages. Des informations importantes concernant la chirurgie de la cheville de Kim Jong-un et de la grossesse de son épouse Ri Sol-ju en 2012 ont été révélées par ceux-ci.
Alors que les réseaux sociaux et les applications d'actualités deviennent l'accès commun à l'information, la Corée du Nord augmente de plus en plus les restrictions. Dans le pays, il existe un cyberespace finement contrôlé, seul un petit nombre de citoyens des classes supérieures ont accès à l'intranet Kwangmyong. Contrairement au World Wide Web mondial, cette ressource indépendante assure seulement la communication entre l’industrie, les universités et le gouvernement. Il est utilisé pour répandre de l'information via des messageries et des e-mails qui sont tous monitorés et filtrés par le gouvernement permettant seulement à certains groupes de chercheurs, propagandistes et journalistes à accéder aux médias et éléments retirés de leur Internet public.

### Kim Jong-un (président depuis 2011)

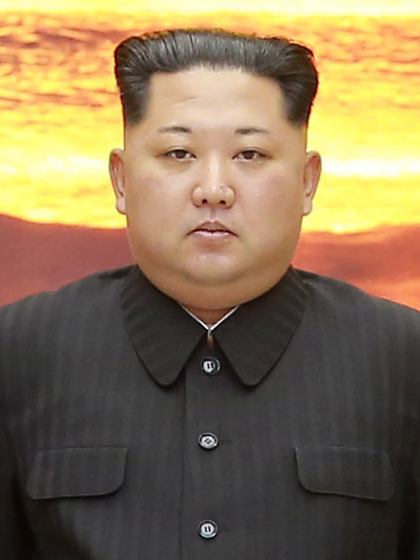
Kim Jong-un en mars 2018.

Kim Jong-un dirige le pays d'une main de fer et travaille à la consolidation de son pouvoir depuis qu'il est devenu le souverain suprême de Corée du Nord le 28 décembre 2011. Impitoyable, il a ordonné l'exécution de son oncle Jang Song-taek. Il aurait aussi ordonné l'assassinat de son demi-frère Kim Jong-nam.
Kim Jong-un garde le pays sous sa surveillance grâce à une censure extrême. En termes de liberté de la presse, le régime est noté 85 (100 étant le pire) et se classe en dernière position sur 180 pays dans le classement mondial. Les journalistes nord-coréens doivent appartenir au Parti du travail de Corée (WPK) et modifier leurs articles pour montrer une image positive de la manière de gouverner du parti. Les médias étrangers ne sont pas acceptés et sont souvent utilisés comme boucs émissaires par les médias nord-coréens. Le non-respect des directives définies par le WPK peut entraîner l'emprisonnement, des travaux forcés ou la peine de mort.
Les violations des droits de l'homme suscitent une préoccupation mondiale. Le régime de Kim Jong-un est connu pour son utilisation de la torture, des disparitions et de violences sexuelles. Chaque couche du gouvernement est structuré pour pouvoir supprimer toute menace politique et diffuser les idéologies de Kim Jong-un. Ceux qui essaient de contourner la censure font face à de lourdes conséquences.

## Censure radio et télévisée
Les postes de radio et les télévisions pouvant être achetées en Corée du Nord sont configurées pour ne recevoir que les fréquences du gouvernement. Ils sont scellés afin d'éviter toute altération de l'équipement. Il est considéré comme infraction pénale grave de modifier ces appareils pour recevoir les fréquences de télévisions ou de radios hors de Corée du Nord. En 2003, au cours d’une campagne électorale, les chefs de parti de chaque cellule de quartiers et de village ont reçu l'ordre de vérifier les scellés de tous les postes de radio.
La Corée du Nord et du Sud ont utilisé différents systèmes de télévision analogiques (PAL et NTSC respectivement), il n'était alors pas possible de voir les émissions à travers les frontières entre les deux pays sans avoir de problèmes de réception ou d'équipement supplémentaire.
D'après le Daily NK, diffuser des informations pour la Corée du Nord est possible en passant par les ondes radios courtes. La possession d'une radio à ondes courtes est illégale en Corée du Nord, mais les radios prétendument confisquées par la police et ont été revendues par des agents corrompus.
« A Quiet Opening: North Koreans in a Changing Media Environment, » est une étude commandée par le département d'État des États-Unis et conduite par InterMedia le 10 mai 2012. Elle a découvert que bien qu'il y ait une régulation très stricte et des sanctions draconiennes, les Coréens du nord, et surtout les élites, ont un accès de plus en plus important aux informations et aux autres médias hors de ceux contrôlé par l'État ou autorisé par le gouvernement. Bien que l’accès à Internet soit contrôlé, la radio et les DVD sont des moyens de communication courants, ainsi que la télévision dans les zones frontalières,. Jusqu'à un ménage sur deux posséderait un Notel (également appelé Notetel), qui est un lecteur multimédia portable fabriqué en Chine et qui est populaire en Corée du Nord depuis 2005. Ces appareils ont été légalisés en 2014 et auraient facilités l'extension de la « Korean Wave » (Hallyu , l’augmentation de la popularité de la culture populaire sud-coréenne) en Corée du Nord,,.
En 2011, la vente grossissante des clés USB était principalement liée à la lecture de séries et dramas Sud-Coréens sur PC.

## Journalisme
D'après le Classement mondial de la liberté de la presse publié chaque année par Reporters sans frontières, la Corée du Nord est le pays ayant le pire système au monde. Entre 2002 et 2006, le pays était dernier et de 2007 à 2016, il était classé avant-dernier (derrière l'Érythrée) sur environ 180 pays,,,. En 2017, la Corée du Nord était redevenue dernière.
Pour devenir journaliste en Corée du Nord, il faut avoir été diplômé d'une université. Après avoir passé des tests idéologiques et une vérification stricte des antécédents, l'étudiant est encadré par le doyen de l'université ainsi que des directeurs. Le journaliste encadré passe par une période d'essai de 4 à 5 ans avant d'être réévalué puis affecté.
En Corée du Nord, le travail du journaliste est de protéger et défendre les intérêts du parti et ses dirigeants. Puisque le rôle est très orienté activisme politique, un journaliste en Corée du Nord doit être un véritable fervent de la dynastie Kim doté d'un esprit de correspondant de guerre et de compétences politiques. Les journalistes en Corée du Nord sont continuellement rééduquées.
L'organisation qui prend en charge la rééducation des journalistes Nord-Coréens est la « Chosen Reporter Alliance ». C'est l'organisme le plus puissant et le plus systématisé parmi les organismes d'éducation de journalistes politiques. L'organisation forme les journalistes et les reporters à la philosophie, l'économie, l'histoire, la littérature mondiale et aux langues étrangères.
Discuter des contradictions dans le système Nord-Coréen est considéré comme de la trahison est traité comme une violation majeure de la société Nord Coréenne. Plus de 70 % des reportages de la « Korean Central Broadcasting » sont alloués à l'idolâtrie de la dynastie Kim et à la propagande. Le reste des reportages sont consacrés au blâme et à la prédiction de l’effondrement des États-Unis, du Japon et de la Corée du Sud.
Les journalistes de Corée du Nord passent leur temps à écrire des articles flatteurs sur la dynastie Kim. Kim Jong-il avait pour principe de punir les personnes qui écrivaient un point de vue différent, se justifiant par « Les mots décrivent les idées de chacun » 
Après avoir été rééduqué, un journaliste ayant travaillé depuis plus de 15 ans a apporté une contribution majeure et se voit décerner le titre de « journaliste distingué ».

## Politiques Internet
En 2006, Julien Pain, le responsable de la section Internet de Reporters sans frontières, a décrit la Corée du Nord comme le pire trou noir d'Internet dans le monde dans sa liste des 13 plus grands ennemis d'Internet.
L'accès à Internet n'est pas disponible pour tous en Corée du Nord. Seuls certains hauts représentants de l'État ont un accès global à Internet. Dans la plupart des universités, il n'y a qu'un très petit nombre d'ordinateurs très strictement surveillés. Le reste de la population n'a accès qu'à l'intranet national du pays, appelé Kwangmyong. Le contenu de Kwangmyong est géré par le Centre de recherche informatique de Corée. Les étrangers peuvent accéder à Internet via le réseau 3G,. Toutefois, le secteur informatique est en croissance et l’accès à Internet commence à se développer.
Depuis 2015, la Corée du Nord dispose aussi d'une tablette sous Android conçue avec un haut niveau de surveillance et de contrôle. La tablette prend en continu des captures d'écrans des applications ouvertes par l'utilisateur et sauvegarde l'historique de navigation.